# HRT 2
HRT 2 es el segundo canal de televisión público de Croacia, perteneciente a Hrvatska radiotelevizija. Emite series internacionales, competiciones deportivas y ficción.

## Historia
El canal inició emisiones como Televizija Zagreb 2 el 27 de agosto de 1972, mismo año en el que iniciaron las emisiones de televisión en color en Croacia.
En 1991, el canal cambió su nombre a HRT 2 y abandonó la JRT. 
Desde el 14 de enero de 2011 emite las 24 horas del día. Además, emite en televisión digital terrestre desde 2011.
En 2022, con motivo de la Copa Mundial de Fútbol, HRT 2 lanzó su señal experimental en UHD, disponible en la plataforma HRTi. Emitió desde el 20 de noviembre de 2022 hasta el 18 de diciembre de 2022, ofreciendo el mismo contenido que HRT 2. Volvió a estar disponible en 2024, con motivo de los Juegos Olímpicos de París.

## Programación
- Auto Market Magazin
- Istrage prometnih nesreća
- Dom na kvadrat
- Znanstveni krugovi
- Turizam.hrt
- Poslovni plan
- Eko zona
- Zdrav život
- Prometej
- Kućni ljubimci
- Samo lagano[4]
- Stadion
- HNL
- Volim nogomet
- Nedjeljom lagano
- Noćni glazbeni program